# 斋桑黄耆
斋桑黄耆（学名：Astragalus zaissanensis）是豆科黄芪属的植物。分布于西伯利亚、哈萨克斯坦以及中国大陆的新疆等地，生长于海拔1,200米的地区，多生长在山坡上，目前尚未由人工引种栽培。